# Jonathan Hale
Jonathan Hale est un acteur canadien né dans la province de l'Ontario au Canada le 21 mars 1891 ; il s'est suicidé à Woodland Hills (Californie) le 28 février 1966.

## Filmographie partielle
- 1935 : Désirs secrets (Alice Adams) de George Stevens
- 1936 : Enfants abandonnés (Too Many Parents) de Robert F. McGowan
- 1936 : Educating Father de James Tinling
- 1936 : Le Secret de Charlie Chan (Charlie Chan's Secret) de Gordon Wiles
- 1936 : Charlie Chan aux courses (Charlie Chan at the Race Track) de H. Bruce Humberstone : Warren Fenton
- 1936 : Au seuil de la vie (The Devil is a Sissy) de W.S. Van Dyke et Rowland Brown
- 1937 : Man of the People d'Edwin L. Marin
- 1937 : Charlie Chan aux Jeux olympiques (Charlie Chan at the Olympics) de H. Bruce Humberstone : Hopkins
- 1937 : Deux Femmes (John Meade's Woman) de Richard Wallace
- 1937 : Les Démons de la mer (Sea Devils) de Benjamin Stoloff
- 1937 : Saratoga de Jack Conway
- 1938 : The Saint in New York  de Ben Holmes : Inspecteur John Fernack
- 1938 : Femmes délaissées  (Wives Under Suspicion) de James Whale
- 1938 : Le Retour d'Arsène Lupin (Arsène Lupin Returns) de George Fitzmaurice
- 1938 : Des hommes sont nés (Boys Town) de Norman Taurog
- 1938 : Toura, déesse de la Jungle (Her Jungle love) de George Archainbaud
- 1938 : Le Duc de West Point (The Duke of West Point) d'Alfred E. Green
- 1938 : La Loi de la pègre (Gangs of New York) de James Cruze
- 1938 : Ah ! Quelle femme ! (There's That Woman Again) d'Alexander Hall : Rolfe Davis
- 1939 : The Saint Strikes Back de John Farrow : Inspecteur Henry Fernack
- 1939 : Et la parole fut (The Story of Alexander Graham Bell) d'Irving Cummings
- 1939 : Tonnerre sur l'Atlantique (Thunder Afloat) de George B. Seitz
- 1939 : Trafic d'hommes (Stand up and fight) de W. S. Van Dyke
- 1939 : Les Ailes de la flotte (Wings of the Navy) de Lloyd Bacon
- 1939 : L'Autre (In Name Only) de John Cromwell
- 1939 : L'Étonnant M. Williams (The Amazing Mister Williams) de Alexander Hall
- 1940 : Johnny Apollo de Henry Hathaway
- 1941 : Son premier baiser (Her First Beau) de Theodore Reed
- 1942 : The Bugle Sounds de S. Sylvan Simon
- 1942 : On demande le docteur Gillespie (Calling Dr. Gillespie) de Harold S. Bucquet
- 1942 : Miss Annie Rooney de Edwin L. Marin
- 1942 : Un Américain pur sang (Joe Smith, American) de Richard Thorpe
- 1943 : Rosie l'endiablée (Sweet Rosie O'Grady) de Irving Cummings
- 1943 : The Amazing Mrs. Holliday de Bruce Manning
- 1943 : La Vie aventureuse de Jack London (Jack London) de Alfred Santell
- 1944 : Et voilà la vie (This Is the Life) de Felix E. Feist
- 1944 : Les Yeux d'un mort (Dead Man's Eyes) de Reginald Le Borg
- 1945 : La Femme du pionnier (Dakota) de Joseph Kane
- 1946 : Ève éternelle (Easy to Wed) de Edward Buzzell
- 1946 : Wife Wanted de Phil Karlson
- 1946 : Cœur de gosses (Rolling Home) de William Berke
- 1947 : Le Gagnant du Kentucky (Black Gold) de Phil Karlson
- 1947 : Mon loufoque de mari (Her Husband's Affairs) de S. Sylvan Simon
- 1948 : Au carrefour du siècle (The Beginning or the End) de Norman Taurog
- 1948 : La Rivière d'argent (Silver River) de Raoul Walsh
- 1950 : Le Baron de l'Arizona (The Baron of Arizona) de Samuel Fuller
- 1951 : L'Inconnu du Nord-Express (Strangers on a Train) d'Alfred Hitchcock
- 1952 : L'Homme à la carabine (Carbine Williams) de Richard Thorpe
- 1952 : Le Piège d'acier (The Steel Trap) d'Andrew L. Stone
- 1952 : L'Inexorable Enquête (Scandal Sheet) de Phil Karlson
- 1953 : Kansas Pacific  de Ray Nazarro
- 1955 : Nuit de terreur ('The Night Holds Terror) de Andrew L. Stone
- 1956 : Jaguar de George Blair